# Josef Černohous
Josef Černohous (24. srpna 1894 Libeň u Prahy – 7. srpna 1924 Letiště Praha-Kbely) byl český letec, během první světové války vojenský, pilot c. k. Rakousko-uherského letectva, posléze Československého letectva a zalétávací pilot firmy Avia, průkopník českého letectví, rytíř Řádu čestné legie. Tragicky zahynul při letecké havárii během testovacího letu prototypů letounu Avia BH-19 na pražském letišti ve Kbelích.

## Život

### Mládí
Narodil se v Libni u Prahy (později součást města) v rodině Josefa Černohouse a jeho manželky Aloisie, rozené Strohmayerové. Otec pocházel z Jamného nad Orlicí a posléze v Libni podnikal, krátce po Josefově narození se rodina odstěhovala na Orlicko, kde otec vedl vlastní strojní firmu. Vyučil se strojním zámečníkem a v budoucnu měl pokračovat ve vedení rodinného podniku.

### Vojenský pilot
Po vypuknutí první světové války narukoval již roku 1914 do řad rakouské armády se zařazením k polnímu pluku č. 98, posléze pak č. 84. Díky svým schopnostem strojního zámečníka byl koncem prosince 1914 zařazen k letectvu (Luftfahrtruppen), jakožto letecký mechanik. V letech 1915 až 1917 absolvoval pilotní výcvik v leteckých školách Briest u Brandenburgu, Hamburku a Vídni. Od března 1917 pak sloužil jako pilot letecké setniny č. 35 na italské frontě.

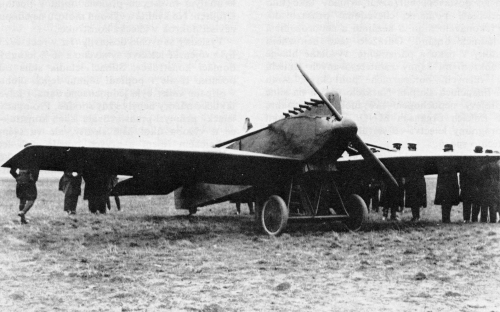
Avia BH-3

Po vyhlášení samostatného Československa 28. října 1918 se navrátil do vlasti a přihlásil se k nově založenému Leteckému sboru, jednotky letectva vznikající Československé armády, s přidělením k leteckému pluku s umístěním v Praze, od ledna 1919 potom k leteckému oddílu v Olomouci. V březnu 1919 byl vybrán ke zvláštnímu leteckému výcviku v leteckých školách Pau a Avord ve Francii. Po svém návratu v červenci 1919 se vrátil do Olomouce, kde začal působit jako testovací pilot ve zdejší letecké dílně, od února 1922 potom působil jako instruktor v pilotní škole v Chebu.
V říjnu roku 1923 absolvoval spolu s dalšími etapový let z Chebu do Paříže (Le Bourget) a zpět s letounem Avia BH-3. Celkem odstartovala z Chebu eskadrila 5 letounů, která doprovázela prezidenta T. G. Masaryka na jeho první oficiální návštěvě Francie, Belgie a Anglie. Dne 19. října 1923 byl rtm. Černohousovi a škpt. Aloisi Vicherkovi prezidentem francouzské republiky slavnostně připnut Řád čestné legie, kterážto slavnost byla jakýmsi vrcholem pozornosti Francie k československému letectvu.
Začátkem roku 1924 se rozhodl armádu opustit a přijal místo zalétávacího pilota v letecké továrně Avia v pražských Letňanech.

### Úmrtí
Josef Černohous zahynul 7. srpna 1924 při záletu prototypu Avia BH-19, avšak nikoli pro chybu letounu nebo pilotáže, ale, jak posléze prokázala pitva, perforací zaníceného slepého střeva, při které pilot v návalu bolesti ztratil vědomí. Pohřben byl na hřbitově v Jablonném nad Orlicí. Jeho náhrobní kámen je zdoben sochou orla s ulomeným křídlem a fotografií Černohouse v pilotním úboru před vrtulí letounu.